# Mestský Futbalový Klub Ružomberok 2010-2011
Questa voce raccoglie le informazioni riguardanti il Mestský Futbalový Klub Ružomberok nelle competizioni ufficiali della stagione 2010-2011.

## Avvenimenti
Jurkemik viene chiamato ad allenare la squadra arancionera: il campionato è chiuso in settima piazza mentre in Coppa elimina Zemplín Michalovce (4-3 ai rigori) e Odeva Lipany (0-1) prima di uscire ai quarti contro lo Spartak Trnava (0-6).

## Rosa
| N. |                       | Ruolo | Calciatore        |
| -- | --------------------- | ----- | ----------------- |
| 1  | Slovacchia (bandiera) | P     | Pavol Penksa      |
| 2  | Slovacchia (bandiera) | D     | Michal Gallo      |
| 3  | Slovacchia (bandiera) | D     | Ján Maslo         |
| 4  | Slovacchia (bandiera) | D     | Jaroslav Kostelný |
| 5  | Slovacchia (bandiera) | D     | Lukáš Bielák      |
| 6  | Slovacchia (bandiera) | C     | Lukáš Greššák     |
| 8  | Slovacchia (bandiera) | C     | Vladimír Kováč    |
| 9  | Serbia (bandiera)     | C     | Marko Radić       |
| 10 | Slovacchia (bandiera) | A     | Anton Sloboda     |
| 11 | Slovacchia (bandiera) | C     | Peter Hoferica    |
| 12 | Slovacchia (bandiera) | A     | Andrej Lovás      |
| 14 | Serbia (bandiera)     | D     | Milomir Sivčevič  |
| 16 | Slovacchia (bandiera) | C     | Ján Chovanec      |

| N. |                               | Ruolo | Calciatore          |
| -- | ----------------------------- | ----- | ------------------- |
| 17 | Slovacchia (bandiera)         | D     | Peter Maslo         |
| 19 | Slovacchia (bandiera)         | A     | Štefan Pekár        |
| 20 | Slovacchia (bandiera)         | A     | Pavol Pilár         |
| 20 | Slovacchia (bandiera)         | D     | Marik Ondrík        |
| 23 | Slovacchia (bandiera)         | C     | Ivan Kotora         |
| 25 | Serbia (bandiera)             | C     | Marko Blažić        |
| 26 | Slovacchia (bandiera)         | C     | Tomáš Ďubek         |
| 30 | Slovacchia (bandiera)         | P     | Roman Smieška       |
| 31 | Slovacchia (bandiera)         | P     | František Okoličáni |
| 33 | Slovacchia (bandiera)         | P     | Libor Hrdlička      |
|    | Rep. Ceca (bandiera)          | A     | Karel Kroupa        |
|    | Slovacchia (bandiera)         | C     | Tomáš Sedlák        |
|    | Macedonia del Nord (bandiera) | C     | Ardit Shaqiri       |